# Henrique III do Sacro Império Romano-Germânico
Henrique III (28 de outubro de 1016 – 5 de outubro de 1056), apelidado de "o Negro" ou "o Piedoso", foi o Imperador Romano-Germânico de 1046 até sua morte, além de Rei da Itália e Borgonha a partir de 1039 e Rei dos Romanos começando em 1028. Era filho do imperador Conrado II e sua esposa Gisela da Suábia.
Seu reinado foi marcado pela tentativa de reformar a Igreja e por seu uso de investiduras laicas para atingir objetivos políticos e religiosos. Sua política continuou sob seu filho e sucessor, Henrique IV, e levou ao conflito conhecido como a [questão das Investiduras].

## Infância e ascensão ao trono
O primeiro tutor de Henrique, foi Bruno, Bispo de Augsburg. Com a morte de Bruno em 1029, Egilbert, Bispo de Freisibg, foi nomeado para o seu lugar. Em 1033, com a idade de dezasseis anos, Henrique atingiu a maioridade e Egilberto foi compensado por seus serviços. Em 1035, Adalbero, duque da Caríntia, foi deposto por Conrado, mas Egilberto convenceu Henrique a recusar essa injustiça e os príncipes da Alemanha, tendo elegido legalmente Henrique, não reconheceriam a deposição a menos que seu rei também o reconhecesse. Henrique, de acordo com a sua promessa a Egilberto, não consentiu com o ato de seu pai e Conrado, estupefato, caiu inconsciente após muitas tentativas de convencer Henrique. Ao recuperar-se, Conrado ajoelhou-se diante de seu filho e exigiu o consentimento desejado. Egilberto foi severamente penalizado pelo imperador.
Em 1036, Henrique casou-se com Gunilda da Dinamarca, filha de Canuto, o Grande, rei da Dinamarca, Inglaterra e Noruega, através de sua esposa Ema da Normandia. Desde o início, o pai de Henrique havia combinado com Canuto para que ele governasse algumas partes do norte da Alemanha (Kiel) e, por sua vez, para que seus filhos se casassem. O casamento ocorreu em Nijmegen na idade legal mais precoce. Em 1038, Henrique foi chamado para ajudar seu pai na Itália, e Gunilda morreu na costa do Adriático durante a viagem de volta (da mesma epidemia com que Hermano IV da Suábia morreu). Em 1039, seu pai também morreu, e Henrique tornou-se o único governante e imperador in spe.

## Reinado

### Após a morte de Conrado
Henrique passou o seu primeiro ano no poder numa viagem pelos seus domínios. Ele visitou os Países Baixos para receber a homenagem de Gotelo I, Duque da Alta e Baixa Lorena. Em Colónia, juntou-se a ele Hermano II, arcebispo de Colónia, que o acompanhou a si e à sua mãe à Saxónia, onde ele deveria construir a cidade de Goslar da obscuridade à grandiosidade imperial. Ele tinha uma força armada quando entrou na Turíngia para se encontrar com Ecardo II, marquês de Meissen, cujos avisos e conselhos ele desejava sobre os recentes sucessos do duque Bretislau I da Boémia na Polônia.
Apenas uma embaixada boémia com reféns aplacou Henrique e ele desfez seu exército e continuou a sua viagem. Ele passou pela Baviera, onde, após sua partida, o rei Pedro Urseolo da Hungria enviou grupos de ataque à Suábia. Lá, em Ulm, ele convocou um Conselho de Príncipes no qual recebeu o seu primeiro reconhecimento da Itália.
No regresso a Ingelheim foi reconhecido por uma embaixada da Borgonha e Ariberto, arcebispo de Milão, a quem apoiara contra seu pai. Esta paz com Ariberto curou a única ferida aberta no Império. Enquanto isso, em 1039, enquanto percorria seus domínios, Conrado, sucessor de Adalbero na Caríntia e primo de Henrique, morreu sem filhos. Henrique, sendo seu parente mais próximo, herdou automaticamente esse ducado também. Ele era agora um triplo-duque (Baviera, Suábia e Caríntia) e triplo-rei (Alemanha, Borgonha e Itália).

### Controlo da Boémia
A primeira campanha de Henrique como único governante ocorreu em 1040 na Boémia, onde Bretislau permanecia uma ameaça, especialmente por via das incursões de seus aliados húngaros. Em Stablovice, após estabelecer a reforma de alguns mosteiros, Henrique convocou o seu exército. Em julho, encontrou-se com Ecardo em Goslar e juntaram as suas forças em Ratisbona. Ele partiu a 13 de agosto, mas foi atacado e a expedição terminou em desastre. Apenas quando libertou vários reféns boémios, incluindo o filho de Bretislau, os alemães conseguiram a libertação de seus camaradas e o estabelecimento da paz. Henrique recuou rapidamente, com uma pequena fanfarra, preferindo ignorar a sua primeira grande vitória. No regresso à Alemanha, ele nomeia Suidger, Bispo de Bamberg, que seria mais tarde o Papa Clemente II.

### Primeira campanha húngara
Em 1040, Pedro da Hungria foi deposto por Samuel Aba e fugiu para a Alemanha, onde Henrique o recebeu bem apesar da antiga inimizade entre eles. Bretislau ficou assim privado de um aliado, e Henrique renovou os preparativos para a campanha na Boémia. A 15 de agosto, ele e Ecardo partem mais uma vez, exatamente um ano após a sua última expedição. Desta vez ele saiu vitorioso e Bretislau assinou um tratado de paz em Ratisbona.
Henrique passou o Natal de 1041 em Estrasburgo, onde recebeu emissários da Borgonha. Ele viajou até lá no novo ano e dispensou justiça conforme o necessário. No regresso, ele ouviu, em Basileia, sobre as incursões na Baviera do rei da Hungria. Em Colónia, Henrique convocou os príncipes reais, que por unanimidade declararam guerra à Hungria. Após ter enviado uma delegação de casamento a Inês de Poitou, estabeleceu-se em Setembro de 1042 e afortunadamente subjugou os territórios ocidentais da Hungria. Aba fugiu para os seus estados orientais, com Henrique a instalar um primo como governador, que foi, contudo, rapidamente afastado após a retirada do imperador.
Após o Natal, na residência imperial preferida, Goslar, recebe convidados estrangeiros. O Duque Bretislavo aparece em pessoa, uma embaixada de casamento de Kiev é despachada e os embaixadores de Casimiro I da Polónia são rejeitados já que o Duque não apareceu pessoalmente. Henrique parte para a fronteira francesa perto de Ivois, a fim de se encontrar com o Rei Henrique I de França, mais precisamente para discutir o casamento iminente com a princesa da Aquitânia. De seguida, Henrique volta à Hungria e força Aba a reconhecer os territórios Danubianos,  uma antiga doação de Estevão I da Hungria, pro causa amicitiae (por amizade). Estes territórios tinham sido cedidos à Hungria após a derrota de Conrado II em 1030. Esta fronteira manteve-se entre a Hungria e a Áustria até 1020.

### Promoção de Speyer
Gisela, mãe de Henrique, morre em março de 1043. Ela foi solenemente sepultada em Speyer. O rei aparece de pés descalços, em lágrimas, e manto de penitente no funeral, de braços cruzados, atira-se ao chão na frente da multidão e leva todos às lágrimas. Com a emulação da abnegação de Cristão humilde, ele tenta provar a sua habilidade para manter um reinado piedoso. Henrique promove Speyer agora mais do que seu pai Conrado. Pouco antes de partir para Itália, ele dota a igreja comum magnifico livro ilustrado do evangelho, chamado Codex Aureus Escorialensis, também conhecido como o Evangelho de Speyer. O Domo de Speyer foi gradualmente estendido  durante os anos seguintes e um grande sector de sepulturas foi criado para futuros governantes e continuidade real.
Em Outubro de 1043, Henrique, exibindo profunda piedade pessoal, anuncia do púlpito da Catedral de Constança que a Paz de Deus tem de ser respeitada em todos os seus reinos todos os dias. Este dia será lembrado como o "Dia da Indulgência" ou "Dia do Perdão". Henrique garante indulgência universal e perdão enquanto promete esquecer todas as injúrias sofridas, dores e refrear os atos de vingança e  encoraja todos os seus súbditos imperiais a fazer o mesmo.

### Casamento com Inês de Poitou
Em 1043, Henrique casa com Inês de Poitou, filha do Duque Guilherme V da Aquitânia e de Inês da Borgonha. Ela vivia na corte de seu padrasto, Godofredo Martel, Conde de Anjou. A associação com este turbulento vassalo do rei de França e a sua consanguinidade com Henrique (ambos eram descendentes de Henrique, o Passarinheiro) causou alguma consternação entre vários clérigos, que se opuseram a esta união. O casamento, contudo, ocorreu na mesma e Inês foi coroada rainha em Mainz.

### Conflitos na Lorena e pacificação na Hungria
Henrique passa o inverno em Utreque, onde de novo anuncia uma indulgência. Em abril de 1044, Gotelo, Duque da Baixa e Alta-Lorena morre. Henrique opunha-se ao particularismo político dos duques. Em vez de diminuir o seu poder, ele apoia o jovem filho Gotelão II como duque do Baixo ducado, em vez de Godofredo, filho mais velho de Gotelão I, que tinha logo sido nomeado duque da Baixa-Lorena. Henrique  proclama que o desejo no leito de morte de Gotelão I era legar a ambos os filhos a partilha do estado. Godofredo, que tinha sido um fiel servo de Henrique, eventualmente levanto uma rebelião. Henrique tenta reconciliar os irmãos em Niijmegen mas falha. Contudo, Henrique considera o feudo ducal um assunto real e insiste na sua prerrogativa quando aponta dignitários para este juízo.
A 6 de julho de 1044, Henrique acompanhado por Pedro Orseolo, entrou na Hungria à cabeça de uma pequena força, que envolve o exército considerável de Samuel Aba. A discórdia entre as forças magiares previne manobras coesivas e as suas tropas rapidamente dispersam sob o ataque de Henrique. Em Székesfehérvár, Pedro reconquista o seu feudo como Rei da Hungria. Aba foi eventualmente capturado por Pedro e decapitado. Henrique implementou uma administração imperial regular na Hungria.
No seu regresso da expedição húngara, Godofredo da Baixa-Lorena estabeleceu novas alianças, incluindo com Henrique de França, que poderá apoiá-lo numa futura insurreição. O imperador reage rapidamente e convoca Godofredo a Aachen. Foi condenado e perde o ducado da Baixa-Lorena e o seu feudo do condado de Verdun. Godofredo fugiu e pega em armas numa revolta. Henrique recolhe-se para o inverno em Speyer e prepara-se para a campanha da Lorene em 1045.
No início de 1045, Henrique entra na Lorena à cabeça de um exército, sitia e conquista o castelo de Godofredo em Böckelheim (perto de Kreuznach). Toma mais alguns castelos, mas a fome obriga-o a parar. Deixando para trás homens suficientes para guardar o campo contra os ataques de Godofredo, volta à Borgonha. Godofredo teve de fazer o melhor para fomentar uma rebelião, criando conflitos entre a facção imperial, que apoiava a união com o império, e a facção nacionalista, que apoiava uma Borgonha independente. No entanto, Luís, Conde de Montbéliard derrotou Reinaldo I, Conde da Borgonha (que era para se tornar o Condado Livre), e quando Henrique chegou, este último estava pronto com Geraldo, Conde de Génova, para a homenagem. A Borgonha foi depois disto alegremente unida à coroa de Henrique.

### Auge do poder
Henrique discute a sena política Italiana com alguns magnatas Lombardos em Augsburg e parte para Goslar, onde ele desistiu do ducado da Suábia para Otão, Conde Palatino da Lorena. Henrique também deu o Margraviato de Antuérpia para Balduíno, o filho de Balduíno V da Flandres. Desta forma vai para a Hungria para passar o Pentecostes com o Rei Pedro, onde o chão desabou numa das suas salas e Bruno, Bispo de Wurzburg, foi morto. Na Hungria, Pedro entregou a lança dourada, símbolo da soberania na Hungria, a Henrique e realiza um juramento de fidelidade juntamente com seus nobres. A Hungria era agora prometida por Pedro para que a vida e paz fossem rapidamente restauradas entre os dois reinos da Alemanha e Hungria. Em julho, até Godofredo se submeteu e foi aprisionado em Gibichenstein, uma Torre Alemã.

### Guerra na Lorena
Henrique adoeceu em Tribur em Outubro, e Henrique da Baviera e Otão da Suábia escolhem como seu sucessor o sobrinho e sucessor de Otão no palatinado, Henrique I. Henrique III recuperou, mas permaneceu sem herdeiro. No início de 1046, agora no auge do seu poder mas tendo desistido de dois grandes ducados, o velho conselheiro de Henrique, Ecardo de Meissen morre, deixando-lhe Meissen, que o concede a Guilherme, conde de Orlamunde.
Henrique move-se para a Baixa-Lorena, onde Gotelão II havia falecido e Teodorico IV da Holanda havia tomado Flushing. Henrique lidera pessoalmente uma campanha fluvial contra o Conde Teodorico, submetendo tanto o conde como Flushing. Doou esta última a Bernoldo, Bispo de Utreque, e retorna a Aachen para celebrar o Pentecostes e decidir o destino da Lorena. Henrique perdoa e restaura Godofredo, mas deu o condado de Verdun ao bispo da cidade, o que não acalmou o duque. Henrique deu o Ducado da Baixa-Lorena a Frederico e nomeou Adalberto, Arcebispo de Bremen e convocou Widger, Arcebispo de Ravena, para um julgamento.
O direito da corte Alemã de julgar um bispo italiano era muito controverso e previa a Controversa Investidura que caracteriza os reinados do filho e neto de Henrique. Daqui, Henrique continua até à Saxónia e mantém cortes imperiais em Quedlinburgo, Merseburgo (em junho), e Meissen. Na primeira, ele nomeia a sua filha Beatriz, do seu primeiro casamento, abadessa, e na segunda ele termina a contenda entre o dux Bumeranorum e Casimiro da Polónia. Este é um dos mais antigos, ou talvez a mais antigo, registo do nome da Pomerânia, cujo duque, Zemuzil, esteve presente.

### Segunda viagem a Itália
Após estes eventos no nordeste alemão e uma breve visita a Augsburgo, Henrique convoca os Grandes Senhores do reino, clérigos e laicos, para um encontro e escolta através do Passo do Brennero até Itália, numa das mais importantes de suas muitas viagens. O seu velho aliado, Ariberto de Milão, tinha falecido recentemente, e os milaneses tinham escolhido como candidato a seu sucessor um Guido, em oposição ao candidato apoiado pelos nobres. Entretanto, em Roma três papas - Bento IX, Silvestre III, e Gregório VI, contestam as honras pontificas.
Benedito era um Tusculano que havia previamente renunciado ao trono, Silvestre era crescêncio, e Gregório era reformador, mas simoníaco. Henrique marcha em primeiro lugar para Verona, e então para Pádua em Outubro. Mantém uma corte e distribui justiça, como fez na Borgonha anos antes. Viaja até Sutri e realiza nova corte a 20 de dezembro, onde depõe todos os candidatos ao trono de S. Pedro, deixando-o temporáriamente vago. Segue em direção a Roma e realiza um sínodo em que declara que nenhum padre romano se encaixa. Adalberto de Bremen recusa a honra e Henrique nomeia Suidger de Bamberg que é devidamente aclamado pelo povo e clérigo. Assume o nome de Clemente II.

### Coroação Imperial
No dia de Natal de 1046, Clemente foi consagrado, e Henrique e Inês foram coroados Imperador e Imperatriz do Sacro Império Romano-Germano. A população deu a Henrique a corrente dourada do patriacado e fá-lo patrício, atribuindo-lhe poderes, aparentemente, da família Crescêncio durante o século X para nomear papas. O primeiro acto de Henrique foi visitar Frascati, capital dos condes de Túsculo, e confisca todos os castelos dos Crecêncios. Ele e o Papa viajam então para sul, onde seu pai tinha criado uma situação quando estava de visita em 1038. Henrique revoga muitos dos actos de Conrado.
Em Cápua, é recebido pelo Príncipe Guaimar IV de Salerno, também Príncipe de Cápua desde 1038. Contudo, Henrique devolveu Cápua ao Príncipe Pandulfo IV, uma escolha altamente impopular. Guaimar foi aclamado Duque da Apúlia e Calábria por mercenários Normandos sob Guilherme Braço de Ferro e seu irmão Drogo de Hauteville.
Em troca, Guaimar reconheceu as conquistas dos Normandos e investe Guilherme como seu vassalo com o título comital. Henrique faz de Drogo, sucessor de Guilherme na Apúlia, um vassalo directo da coroa imperial e com Rainulfo Drengoto, conde de Aversa, que tinha sido vassalo de Guaimar como Príncipe de Cápua. Assim, Guaimar foi desprovido de seus vassalos mais importantes, o seu principado dividido em dois, e os seus inimigos restaurados. Henrique perdeu popularidade entre os Lombardos com esta decisão, e Benedito, embora um vassalo papal, não o admitiria. Ele autorizou Drogo a conquistá-lo e rumou a norte para se reunir com Inês em Ravena. Ele chega a Verona em maio, e completa o circuito italiano.

### Nomeações de Henrique
Após o regresso à Alemanha, Henrique preenche muitos lugares que tinham ficado vagos. Em primeiro lugar, ele doou o seu último ducado pessoal, fazendo Guelfo, duque da Caríntia. Nomeia o seu chanceler italiano, Humphrey, arcebispo de Ravena. Preenche vários outros lugares, instalando Guido em Placência, o seu capelão Teodorico em Verdun, o reitor Herman de Speyer em Estrasburgo, e o seu chanceler alemão Teodorico em Constança. Os importantes bispados lorenos de Metz e Tréveris recebem respetivamente Adalberão e Eberardo, como capelões.
Com as muitas vagas no episcopado Imperial agora preenchidas, Henrique estava em Metz em julho de 1047, quando uma fervente rebelião rebentou. Godofredo estava agora aliado com Balduíno da Flandres, o seu filho (margrave de Antuérpia), Teodorico da Holanda, e Herman, Conde de Mons. Henrique reúne um exército e parte para norte, onde doa terras a Adalberto de Bremen terras que outrora foram de Godofredo e supervisiona o julgamento por combate de Tietmar, o irmão de Bernardo II, Duque da Saxónia, acusado de conspiração para matar o rei. Bernardo, um inimigo de Adalberto, estava agora claramente do lado mau de Henrique. Henrique faz a paz com o novo rei da Hungria, André I, e move a sua campanha para os Países baixos. Em Vlissingen, foi derrotado por Teodorico. Os holandeses saquearam o palácio de Carlos Magno em Nijmegen e queimaram Verdun. Godofredo faz então uma penitência pública e ajuda na reconstrução de Verdun.
Os rebeldes sitiaram Liége, defendida fortemente pelo Bispo Wazo. Henrique atrasa a sua campanha após a morte de Henrique da Baviera e doa a Baixa-Lorena para Adalberto. O Papa havia falecido entretanto e Henrique escolhe Poppo de Brixen, que assume o nome de Dâmaso II. Henrique doa a Baviera a   Conrado e, em Ulm em Janeiro de 1048, a Suábia a Otão de Schweinfurt, chamado o Branco. Henrique encontra-se com Henrique de França, provavelmente em Ivois, em Outubro e no Natal enviados de Roma vêm solicitar um novo Papa, pois Dâmaso havia falecido. E a selecção papal mais longa de Henrique foi Bruno de Toul, que ocupa o lugar como Leão IX, e sob quem a Igreja será dividida em Este e Oeste. A nomeação final de Henrique deste longo rol foi um sucessor para Adalberto na Lorena. Por isto, ele nomeia Gerardo de Chatenoy, um parente do próprio Henrique e de Adalberto.

### Paz na Lorena
O ano de 1049 teve uma série de sucessos. Teodorico da Holanda foi derrotado e morto. Adalberto de Bremen estabeleceu a paz com Bernardo da Saxónia e negoceia um tratado com o monarca missionário Sueno II da Dinamarca. Com o apoio de Sueno e de Eduardo, o Confessor, cujos inimigos Balduíno tinha abrigado, Balduíno da Flandres foi assediado por mar e incapaz de escapar ao ataque da armada imperial. Em Colónia, o Papa excomunga Godofredo, de novo em revolta, e Balduíno. O primeiro abandona os seus aliados e é de novo aprisionado pelo imperador. Balduíno também cedeu sob pressão dos ataque de Henrique. Finalmente, a guerra terminou nos Países Baixos e Lorena, e a paz parecia ter prevalecido.

### Resultado final

#### Campanhas húngaras finais
Em 1051, Henrique empreendeu a terceira campanha húngara mas sofreu a derrota maior. As suas tropas fugiram do campo de batalha através de uma série de colinas ainda chamadas "Vértes" (armadas) devido a todas as armaduras descartadas pelos cavaleiros alemães aí encontradas. A Baixa-Lorena deu-lhe novamente problemas; Lamberto, Conde de Lovaina, e Richilda, viúva de Hermano de Mons e nova noiva de Balduíno de Antuérpia, causavam problemas. Godofredo foi libertado e deu a Baixa-Lorena, para salvaguardar a paz instável alcançada dois anos antes.
Em 1052, Henrique empreendeu a quarta campanha contra a Hungria, e sitia Pressburg (moderna Bratislava) sem sucesso, já que os húngaros afundaram os seus navios com suplementos no rio Danúbio. Henrique estava então incapaz de continuar a sua campanha no imediato, e com efeito nunca a renovou. Henrique enviou um exército suábio para ajudar Leão em Itália, mas rapidamente o recupera. No Natal de 1052, Cuno da Baviera foi convocado a Merseburg e deposto por um pequeno concelho de príncipes devido ao seu conflito com Gebardo III, bispo de Regensburg. Cuno revoltou-se.

#### Guerras finais na Alemanha
Em 1053, em Tribur, o jovem Henrique, nascido a 11 de Novembro de 1050, foi eleito Rei da Alemanha. André da Hungria quase fez a paz, mas Cuno convenceu-o do contrário. Henrique nomeou o seu jovem filho Duque da Baviera e foi lá para negociar com as insurreições em curso. Henrique enviou outro exército para apoiar Leão em Mezzogiorno contra os Normandos que ele mesmo havia confirmado como seus vassalos nas suas conquistas. Leão, sem apoio de Guaimar (afastado de Henrique desde 1047), foi derrotado na Batalha de Civitate a 18 de Junho de 1053 por Unfredo, Conde da Apúlia, Roberto Guiscardo, seu irmão mais novo e o Príncipe Ricardo I de Cápua. Os Suábios foram desfeitos em pedaços.
Em 1054, Henrique viajou para norte para negociar com o belicoso Casimiro da Polónia. Ele transferir a Silésia de Bretislau para Casimiro. Bretislau mesmo assim manteve a sua lealdade até ao fim. Henrique voltou para ocidente e coroou o seu jovem filho em Aachen a 17 de Julho e então marchou até à Flandres, onde os dois Balduínos tinham se rebelado novamente. João de Arras, que tinha cercado Cambrai antes de ser forçado a fugir por Balduíno da Flandres, voltou então para junto do Imperador. Na volta para induzir Liutpert, Bispo de Cambrai, a dar o castelo a João, João levaria Henrique através da Flandres. A campanha flamenga foi um sucesso, mas Liupert não pode ser convencido.
Bretislau, que havia recuperado a Silésia numa pequena guerra, morreu em 1054. O margrave da Áustria, Adalberto, contudo, resistiu sucessivamente às depredações de Cuno e ás invasões do rei da Hungria. Henrique pode portanto direccionar a sua atenção para outro lugar que não seja rebeliões. Ele voltou a Goslar, a cidade onde seu filho tinha nascido e que ele tinha criado para a grandeza imperial e eclesiástica com a reforma de seu palácio e igreja. Aí passou o Natal e nomeou Gebardo de Eichstedt como o próximo Papa, com o nome de Vitor II. Este foi o último dos quatro papas alemães de Henrique.

#### Preparação da Itália e Alemanha para a sua morte

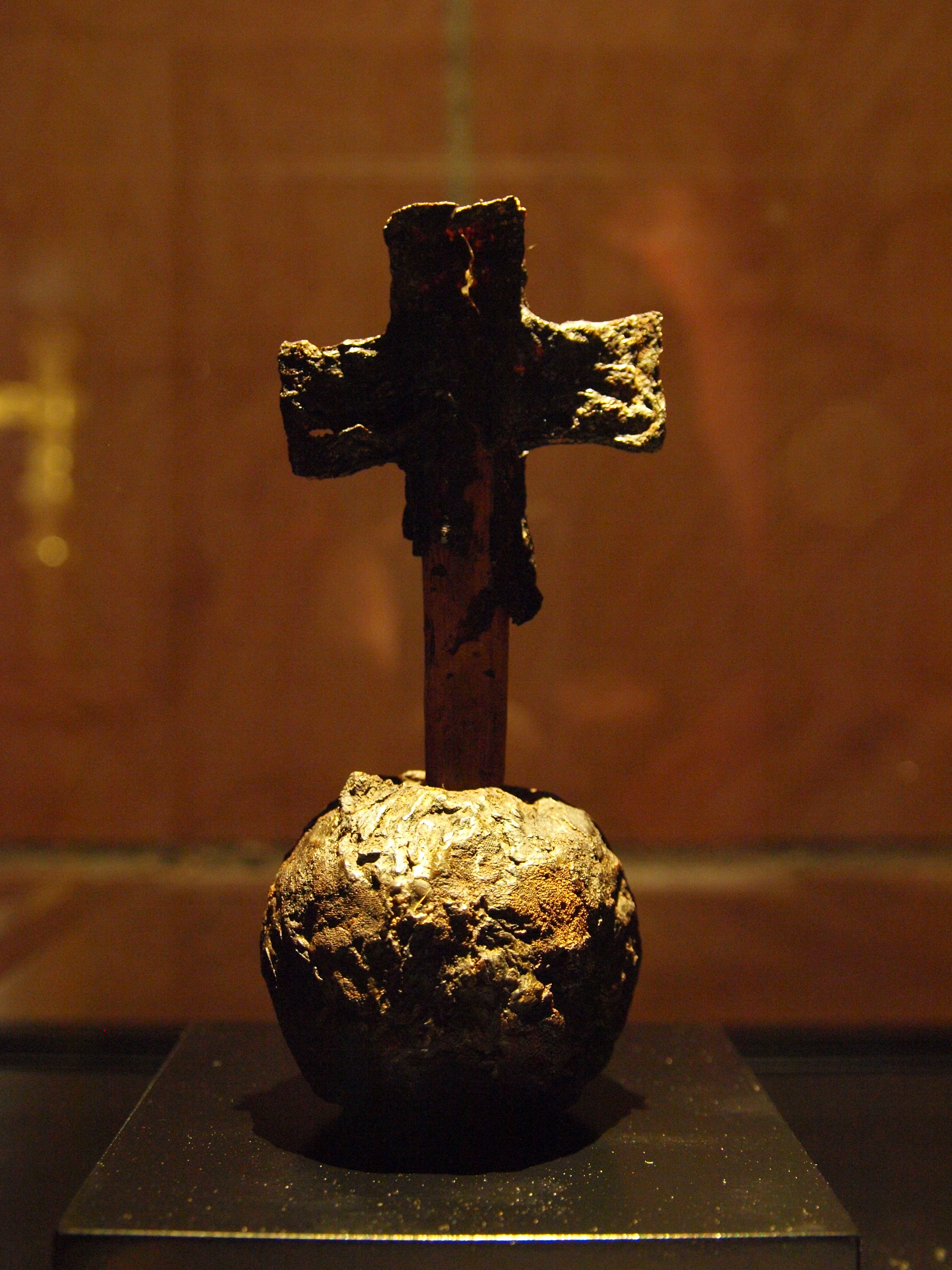
Órbita imperial do inventário da tumba de Henrique III

Em 1055, Henrique voltou para sul, de novo a Itália, onde Bonifácio III da Toscânia, sempre um aliado imperial, tinha morrido, e sua viúva, Beatriz de Bar, tinha casado com Godofredo da Lorena (1054). Primeiro, contudo, ele doou o seu velho refém, Espitigneu, filho de Bretislau, aos Boémios como duque. Espitigneu prestou homenagem e a Boémia permaneceu em segurança, leal e feliz dentro do Império. Na Páscoa, Henrique chegou a Mântua, onde reuniu várias cortes, uma em Roncaglia - onde, um século mais tarde (1158), Frederico Barbarossa realizará a até agora mais importante dieta - e envia os seus missi dominici para estabelecer a ordem. Godofredo, ostensivamente a razão para a visita, não foi bem recebido pelo povo e voltou à Flandres. Henrique encontrou-se com o Papa em Florença e prende Beatriz, por se casar com um traidor, e sua filha Matilde, mais tarde por ser uma inimiga de seu filho. O jovem Frederico da Toscana, filho de Beatriz, recusa-se a vir a Florença e morre em poucos dias.
Henrique retorna e no Natal de 1055, arranja o casamento de seu sucessor. Em Zurique, o herdeiro do trono, Henrique IV, une-se a Berta de Turim da Casa de Saboia.
Henrique entra numa Alemanha em tumulto. Um firme aliado contra Cuno da Baviera, Gebardo de Regensburg, foi implicado numa conspiração contra o rei, com Cuno e Welt da Caríntia. As fontes divergem aqui: algumas afirmam que apenas os lacaios dos príncipes planearam a ruína do rei. Seja qual for o caso, este não deu em nada, e Cuno morreu de Peste, com Welf seguindo-o rapidamente para o túmulo. Balduíno da Flandres e Godofredo sitiam Antuérpia e são de novo derrotados. O reinado de Henrique está claramente a mudar em termos de carácter: antigos inimigos estão mortos ou quase assim como os velhos amigos.
Hermano de Colónia morre, e Henrique nomeia o seu confessor, Anno, como sucessor de Hermano. Henrique de França, à muito olhando a Lorena avidamente, encontra-se pela terceira vez com o Imperador em Ivois em Maio de 1056. O Rei francês, sem ser reconhecido por suas proezas estratégicas ou tacticas, mas admirável por seu valor pessoal em campo, tem um aceso debate com o rei alemão e desafia-o para um combate singular. Henrique foge durante a noite deste encontro. Uma vez na Alemanha, Godofredo faz a sua paz final, e Henrique envia-o para nordeste para lidar com uma revolta eslava após a morte de Guilherme de Meissen. No caminho, sente-se mal e fica de cama. Liberta Beatriz e Matilde, e aqueles que estavam com ele juram lealdade ao jovem Henrique, a quem ele recomenda o papa, presente.
A 5 de outubro, ainda com menos de quarenta anos, Henrique morreu em Bodfeld, o pavilhão de caça imperial nas montanhas Harz. O seu coração foi transferido para Goslar e o seu corpo para Speyer, para descansar ao lado de seu pai no jazigo da família na catedral de Speyer. Henrique tinha sido um dos mais poderosos dos Sacro Imperadores Romanos. Sua autoridade como rei na Borgonha, Alemanha e Itália raramente era questionada, o seu poder sobre a igreja esteve na origem de que os reformadores que ele patrocinou lutassem mais tarde contra seu filho, e a sua conquista em vincular ao império seus tributários era clara. No entanto, o seu reinado é frequentemente considerado um fracasso, pois ele aparentemente deixou problemas muito além da capacidade de seus sucessores de lidar. A controvérsia da investidura foi em grande parte o resultado da política de sua igreja, embora seu papado tenha dado a diocese romana ao partido reformista. Ele uniu todos os grandes ducados, exceto a Saxónia, a si mesmo em certa altura, mas os entregou. O seu monumento mais duradouro e concreto pode ser o impressionante palácio (kaiserpfalz) em Goslar.

## Relações familiares
Foi filho de  Conrado II e da primeira esposa deste, Gisela da Suábia, filha de Hermano II da Suábia, duque da Suábia e de Gerberga de Borgonha.
Casou-se pela primeira vez a 29 de junho 1036 com Gunhilda da Dinamarca (depois chamada Cunegunda), filha do rei Canuto II da Dinamarca e de Ema da Normandia, com quem teve:
1. Beatriz (1037 - 13 de julho de 1061), abadessa da Colegiada de Quedlimburgo e da Abadia de Gandersheim.

Com a morte de Gunhilda apenas dois anos depois do casamento, Henrique casou-se segunda vez com Inês da Aquitânia (1023 - 14 de dezembro de 1077), em 1043, filha do duque Guilherme V da Aquitânia. Tiveram: 
1. Matilde da Germânia (1045-12 de maio de 1060), casada com Rodolfo da Suábia[14];
2. Adelaide da Germânia (1046 - 11 de janeiro de 1096), abadessa de Gandersheim e Quedlinburg;
3. Gisela de Germânia (1048 - após 1058), freira;
4. Henrique IV (11 de novembro de 1050 - 7 de agosto de 1106), Imperador Romano-Germânico;
5. Conrado II (1052 - 10 de abril de 1055), Duque da Baviera;
6. Judite da Germânia (1054 - 14 de março de 1092), casada com Salomão, Rei da Hungria eLadislau I Herman da Polónia.